# Білл Задік
Вільям Майкл «Білл» Задік (англ. William Michael «Bill» Zadick; нар. 3 квітня 1973, Грейт-Фолс, Монтана) — американський борець вільного стилю, чемпіон світу, бронзовий призер Панамериканського чемпіонату, срібний та бронзовий призер Кубків світу.

## Життєпис
Боротьбою почав займатися з 1979 року.
У 1996 році виграв першість Національної асоціації студентського спорту (NCAA). Тренувався в Олімпійському центрі в Колорадо-Спрінгз (штат Колорадо). Виступав за борцівський клуб Айовського університету «Hawkeye» («Соколине око» — так називають у США мешканців штату Айова), Айова-Сіті, штат Айова. Чемпіон США 2001 і 2002 років. Тренер — Том Брендс.
Після завершення спортивної кар'єри перейшов на тренерську роботу. Працював з провідними американськими борцями з 2009 року, серед яких чемпіон саіту та олімпійський чемпіон Кайл Снайдер. Працював помічником головного тренера національної команди США з вільної боротьби Брюса Бернетта, який вважається одним з найуспішніших тренерів з історії команд США. У серпні 2016 року став головним тренером національної команди США з вільної боротьби, привівши її до перемоги на чемпіонаті світу 2017 року. Це був лише третій титул за всю історію для збірної США і перший з 1995 року. У тому ж році названий олімпійським тренером року США.

## Родина
Молодший брат — Майк Задік, срібний призер чемпіонату світу, учасник Олімпійських ігор 2008 року в Пекіні. Разом з ним організував щорічний табір з боротьби у рідному штаті Монтана.

## Спортивні результати на міжнародних змаганнях

### Виступи на Чемпіонатах світу
| Змагання                        | Збірна | Вагова категорія          | Місце  |
| ------------------------------- | ------ | ------------------------- | ------ |
| Чемпіонат світу з боротьби 2001 | США    | вільна боротьба, до 63 кг | 7      |
| Чемпіонат світу з боротьби 2006 | США    | вільна боротьба, до 66 кг | Золото |

На чемпіонаті світу 2006 року Білл Задік здолав у фіналі замагань у ваговій категорії до 66 кг Отара Тушишвілі з Грузії, виборовши титул чемпіона світу. На цьому ж чемпіонаті молодший брат Білла Майк став срібним призером у ваговій категорії до 60 кг.

### Виступи на Панамериканських чемпіонатах
| Змагання                                   | Збірна | Вагова категорія          | Місце  |
| ------------------------------------------ | ------ | ------------------------- | ------ |
| Панамериканський чемпіонат з боротьби 2007 | США    | вільна боротьба, до 66 кг | Бронза |

### Виступи на Кубках світу
| Змагання                    | Збірна | Вагова категорія          | Місце  |
| --------------------------- | ------ | ------------------------- | ------ |
| Кубок світу з боротьби 2002 | США    | вільна боротьба, до 66 кг | Бронза |
| Кубок світу з боротьби 2003 | Світ   | вільна боротьба, до 66 кг | Срібло |

### Виступи на інших змаганнях
| Змагання                         | Збірна | Вагова категорія          | Місце  |
| -------------------------------- | ------ | ------------------------- | ------ |
| Золотий Гран-прі з боротьби 2006 | США    | вільна боротьба, до 66 кг | Бронза |